# Tauberhof

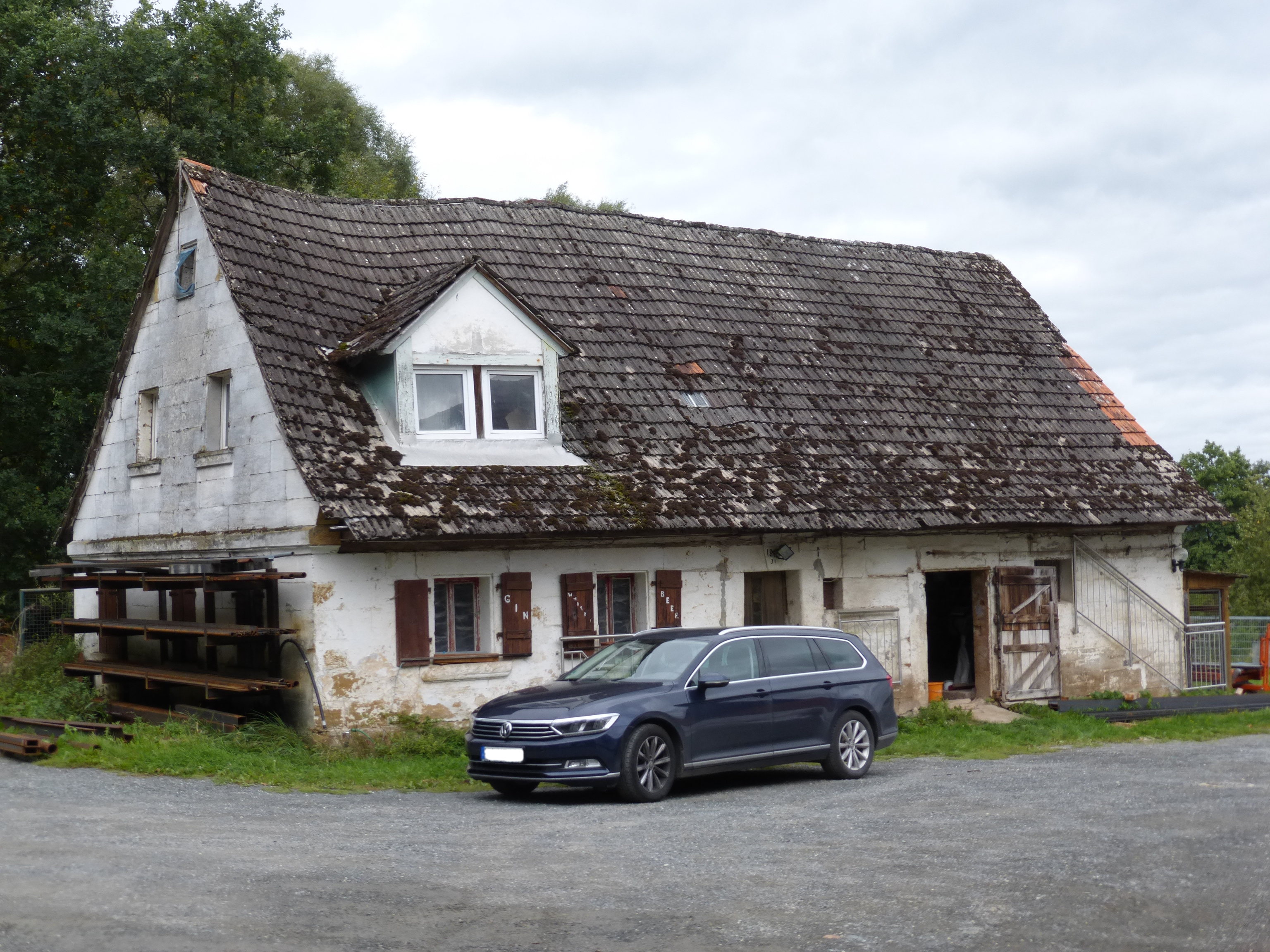
Ehemaliges Wohnstallhaus

Tauberhof (oberfränkisch: Dabe-huf) ist ein Gemeindeteil der Gemeinde Neudrossenfeld im Landkreis Kulmbach (Oberfranken, Bayern). Taubenhof liegt in der Gemarkung Muckenreuth.

## Geographie
Südlich der Einöde grenzt das Amtsholz an. Eine Gemeindeverbindungsstraße führt nach Muckenreuth zur Staatsstraße 2189 (1,4 km nördlich). Ein Anliegerweg führt nach Mermettenreuth (0,3 km nordwestlich).

## Geschichte
Der Ort wurde 1499 als „Toberman“ erstmals urkundlich erwähnt. 1682 erscheint erstmals auch die Form „Taubershof“. Toberman war der Familienname des damaligen Besitzers.
Gegen Ende des 18. Jahrhunderts bestand Tauberhof aus 4 Anwesen (2 Gütlein, 2 Häuser). Das Hochgericht übte das bayreuthische Stadtvogteiamt Bayreuth aus. Dieses hatte auch die Dorf- und Gemeindeherrschaft. Der Markgräfliche Lehenhof Bayreuth war Grundherr sämtlicher Anwesen.
Von 1797 bis 1810 unterstand der Ort dem Justiz- und Kammeramt Bayreuth. Mit dem Gemeindeedikt wurde Tauberhof dem 1811 gebildeten Steuerdistrikt Altenplos und der 1812 gebildeten gleichnamigen Ruralgemeinde zugewiesen. Mit dem Zweiten Gemeindeedikt (1818) wurde der Ort an die neu gebildete Ruralgemeinde Muckenreuth überwiesen. Am 1. Juli 1972 wurde Tauberhof im Zuge der Gebietsreform in Bayern nach Neudrossenfeld eingegliedert.

### Baudenkmäler
- Tauberhof 9: Ehemaliges Wohnstallhaus

### Einwohnerentwicklung
| Jahr      | 001818 | 001861 | 001871 | 001885 | 001900 | 001925 | 001950 | 001961 | 001970 | 001987 |
| Einwohner | *      | 7      | 6      | 5      | 5      | 3      | 3      | 5      | 9      | 0      |
| Häuser    | *      |        |        | 1      | 1      | 1      | 1      | 1      |        | 1      |
| Quelle    | [ 8 ]  | [ 11 ] | [ 12 ] | [ 13 ] | [ 14 ] | [ 15 ] | [ 16 ] | [ 17 ] | [ 18 ] | [ 1 ]  |

## Religion
Tauberhof ist seit der Reformation evangelisch-lutherisch geprägt und nach Neudrossenfeld gepfarrt.